# 大橋崇行
大橋 崇行（おおはし たかゆき、1978年12月24日 - ）は、日本の文学研究者。ライトノベル作家、小説家。新潟県生まれ。

## 経歴・人物
上智大学文学部国文学科を経て、同大学院文学研究科国文学専攻博士前期課程を修了。その後総合研究大学院大学文化科学研究科日本文学研究専攻博士後期課程を修了し、博士（文学）の学位を得る。専攻は日本近代文学で、山田美妙を専門とする。東京で私立高等学校の国語科非常勤講師として教鞭をとる傍ら、国文学研究資料館博士研究員を経験。2013年4月より岐阜工業高等専門学校一般科目 (人文) 科助教となる。2015年4月、東海学園大学人文学部人文学科講師に着任。2018年4月より准教授。2021年4月より、成蹊大学文学部日本文学科准教授。2024年4月、同学科教授。
その一方で2010年2月、投稿作「なでしこWING」が第4回ノベルジャパン大賞の最終候補作となり、博士研究員であった2012年3月、書下ろしの『妹がスーパー戦隊に就職しました』（スマッシュ文庫）でライトノベル作家としてデビュー。2020年6月には投稿作「遥かに届くきみの聲」で双葉文庫第1回ルーキー大賞を受賞。
2015年、単行本『ライトノベルから見た少女 / 少年小説史』が第68回日本推理作家協会賞（評論その他の部門）候補。

## 所属学会
- コンテンツ文化史学会
- 日本児童文学学会
- 全国大学国語国文学会
- 日本近代文学会
- 昭和文学会
- 上智大学国文学会

## 研究論文 / 文芸評論

### 単行本
- ライトノベルから見た少女 / 少年小説史 現代日本の物語文化を見直すために（笠間書院、2014年10月15日）
- 言語と思想の言説［ディスクール］近代文学成立期における山田美妙とその周辺 （笠間書院、2017年11月6日）
  - 「近代文学成立期における山田美妙についての研究」（博士学位論文、総合研究大学院大学、2011年3月[4]）など諸論文を基に出版。
- 中高生のための本の読み方――読書案内・ブックトーク・PISA型読解（ひつじ書房、2021年1月25日）
- 落語と小説の近代 文学で「人情」を描く（青弓社、2023年2月24日）

### 雑誌・書籍収録論文（抄）
書籍収録
- 「〈読者〉としての〈ヤングアダルト〉――ライトノベルを〈教材〉にする」 - 『ライトノベル研究序説』一柳廣孝・久米依子編（青弓社、2009年）所収
- 「グロテスクな魔女の幻想――『うみねこのなく頃に』」 - 『闇のファンタジー』一柳廣孝・吉田司雄編（青弓社 ナイトメア叢書7、2010年8月）所収
- 「キャラクターの神話――ゼロ年代ライトノベルの可能性」 - 『ライトノベル・スタディーズ』一柳廣孝・久米依子編（青弓社、2013年10月）
- 「第3章【文学論】 マンガ，文学，ライトノベル」 - 『マンガ研究13講』水声社、2016年8月 所収
- 「ジャンルの変容と「コージー・ミステリ」の位置」 - 『文学研究から現代日本の批評を考える 批評・小説・ポップカルチャーをめぐって』西田谷洋編（ひつじ書房、2017年5月）所収
- 「「PISA型読解力」に結びつく国語教育・文学研究」 - 『どうする?どうなる?これからの「国語」教育 : 大学入学共通テストと新学習指導要領をめぐる12の提言』紅野謙介編（幻戯書房、2019年8月）所収

雑誌掲載
- 「山田美妙・初期草稿の問題――「翻訳文」をめぐって」 - 『上智大学国文学論』集38号19頁、2005年 所収
- 「〈魔法少女〉の夢――『魔法の天使クリィミーマミ』と〈キャラ〉言説の問題点」 - 『昭和文学研究』60集66頁、2010年3月 所収
- 「「実際的小説」の方法――清水紫琴「こわれ指環」と『女学雑誌』の小説観」 - 『日本近代文学』82号、2010年5月 所収
- 「中学生・高校生による読書の現状とその問題点 ――ライトノベルの位置と国語教育、読書指導――」 - 『東海学園大学研究紀要 人文科学研究編』21号、2016年3月 所収
- 「小説創作の授業実践――大学におけるクリエイティブ・ライティングと中等教育への接続――」 - 『東海学園大学教育研究紀要』第2巻1号、2017年9月 所収
- 「文体様式としての「人情噺」――三遊亭円朝『怪談/牡丹燈籠』と坪内逍遙『小説神髄』「文体論」との関係」 - 『東海学園言語・文学・文化』17号、2018年3月 所収
- 「「幽霊」と「神経病」 三遊亭円朝『真景累ヶ淵』の再編成」 - 『言語社会』13号、2019年3月 所収
- 「落語化する「素人洋食」 山田美妙原作から三遊亭円朝口演へ」 - 『東海学園 言語・文学・文化』18号、2019年3月 所収
- 「少女たちの冒険と探偵 西條八十「魔境の二少女」」 - 『JunCture 超域的日本文化研究』10号、2019年3月 所収
- 「「愛国」に覆われる世界 道徳教育としての「少年講談」」 - 『昭和文学研究』79集、2019年9月 所収
- 「特集「新聞メデイアと文学 明治二〇年代」をめぐって」 - 『日本近代文学』101号、2019年11月 所収

## フィクション関連作品リスト

### 単著
単行本
- ライトノベルは好きですか? ――ようこそ! ラノベ研究会（PHP研究所、2013年4月12日）
- 桜坂恵理朱と13番目の魔女（彩流社、2014年2月13日）
- 大正月光綺譚 魔術少女あやね 1 月光遊技場の地下室に罪人は棲む（T-LINE NOVELS、2015年2月6日）
- レムリアの女神（未知谷、2016年9月30日）
- 司書のお仕事 ――お探しの本は何ですか?（勉誠出版、2018年5月）
- 小説 牡丹灯籠 （柳家喬太郎監修、二見書房、2020年10月）
- 司書のお仕事2 ――本との出会いを届けます（勉誠出版、2020年11月）

文庫
- 妹がスーパー戦隊に就職しました（スマッシュ文庫、2012年3月16日）
- 浅草文豪あやかし草紙（一迅社メゾン文庫、2019年1月10日）
- 遥かに届くきみの聲（双葉文庫、2020年8月6日）
- 週末は、おくのほそ道。（双葉文庫、2023年11月15日）
- 黄金舞踏 俳優・山川浦路の青春（潮文庫、2024年1月5日）

### 共著
- 5分後に起こる恐怖 世にも奇妙なストーリー1 百壁町の呪い（西東社、2017年7月）
- 5分後に起こる恐怖 世にも奇妙なストーリー3 闇巣喰う町（西東社、2018年5月）
- 5分後に起こる恐怖 世にも奇妙なストーリー4 影彷徨う町（西東社、2018年8月）

### 雑誌掲載作品
小説
- 「櫻花燈籠」 - 『小説すばる』2022年1月号（集英社）

エッセイなど
- 「○活」 - 『小説すばる』2020年12月号（集英社）
- 「吉田修一『ミス・サンシャイン』書評」 - 『すばる』2022年4月号（集英社）

## 編纂書・雑誌
- 『ライトノベル・フロントライン 1』（山中智省と共編、青弓社、2015年10月）
- 『ライトノベル・フロントライン 2』（山中智省と共編、青弓社、2016年5月）
- 『ライトノベル・フロントライン 3』（山中智省と共編、青弓社、2016年12月）
- 『小説の生存戦略 ライトノベル・メディア・ジェンダー』（山中智省と共編、青弓社、2020年4月）

## その他
- 『リプリント日本近代文学103 いちご姫　山田美妙著』解題（国文学研究資料館編、平凡社、2007年3月）
- 『リプリント日本近代文学137 夏木立二篇　中根淑編』解題（国文学研究資料館 編、平凡社、2008年3月）
- 『リプリント日本近代文学138 小説花籠　奈良嘉十郎編』解題（国文学研究資料館編、平凡社、2008年3月）
- 『やっぱり宮部みゆきの怪談が大好き!』宮部みゆき責任編集（新人物往来社 別冊歴史読本53、2011年7月） - 日本三大怪談のルーツを探る「牡丹燈籠」
- 『いちご姫・蝴蝶　他二篇』山田美妙作・十川信介校訂（岩波文庫、2011年11月　※注釈を担当）
- 『山田美妙集 6巻』谷川惠一・大橋崇行校訂、解題（臨川書店、2013年11月）
- 『奴隷祭――一九世紀ルイジアナの蛮習』酒井潔訳（彩流社、2014年2月） - 解説を担当
- 『日本歓楽郷案内』酒井潔（彩流社、2014年4月） - 解説を担当
- 『らぶ・ひるたァ【特別限定復刻版】 』酒井潔（彩流社、2014年11月） - 解説を担当
- 『少女小説事典』東京堂出版、2015年3月 - 執筆協力
- 『〈変態〉二十面相――もうひとつの近代日本精神史』竹内瑞穂+「メタモ研究会」（六花出版株式会社、2016年6月）、コラム執筆